# Sinbaek-dong
Sinbaek-dong (koreanska: 신백동) är en stadsdel i staden Jecheon i provinsen Norra Chungcheong, i den centrala delen av Sydkorea, 120 km sydost om huvudstaden Seoul.